# Plesispa
Plesispa là một chi bọ cánh cứng trong họ Chrysomelidae.
Chi này được miêu tả khoa học năm 1875 bởi Chapuis.

## Các loài
Các loài trong chi này gồm:
- Plesispa hagensis Gressitt, 1960
- Plesispa korthalsiae Gressitt, 1963
- Plesispa montana Gressitt, 1960
- Plesispa palmarum Gressitt, 1960
- Plesispa palmella Gressitt, 1963
- Plesispa reichei (Chapuis, 1875)
- Plesispa ruficollis Spaeth, 1936
- Plesispa saccharivora Gressitt, 1957